# Січеник

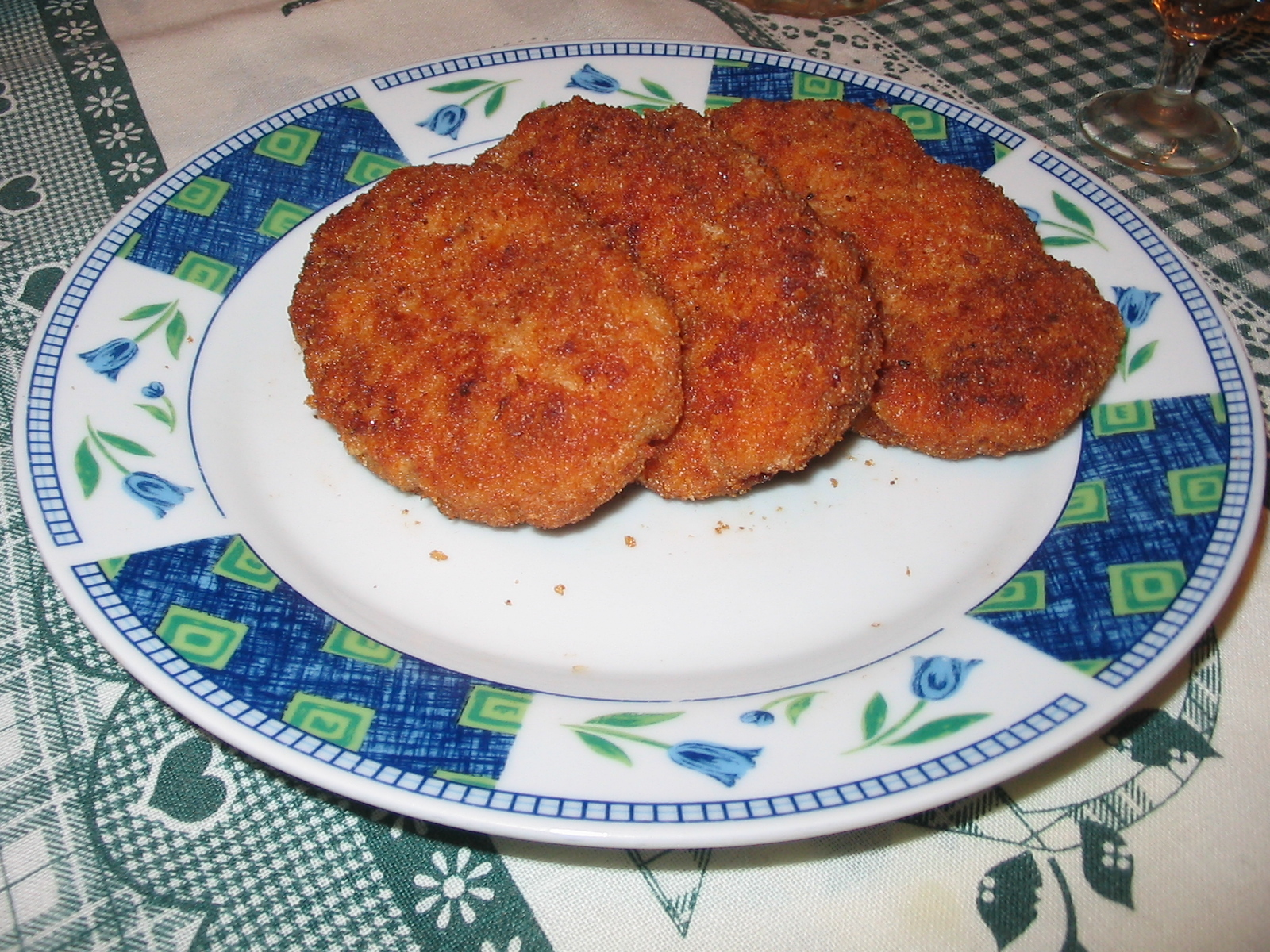
Січеники

Січе́ник, товче́ник, сіканець, котле́та, шни́цель — м'ясний виріб із посіченого м'яса або риби, який обсмажують, надаючи йому круглої або довгастої подоби. Традиційна страва української кухні.

## Приготування

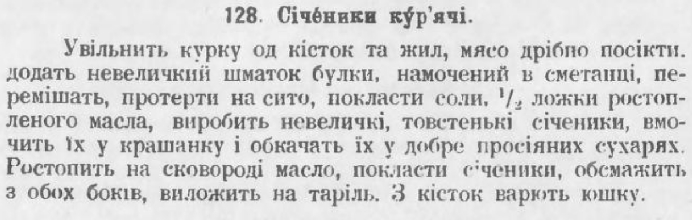
Рецепт січеників в книзі 1913 року

М'ясо чи рибу, дрібно рублене, або товчене, змішували зі смаженою цибулею, перцем, невеликою кількістю білої булки чи білого борошна, вимішували з сирим яйцем до утворення однорідної в'язкої маси. Викачавши у борошні невеличкі ковбаски, підсмажували їх на сковороді, а потім дотушковували у печі з набілом чи без. Січеники можна також готувати із риби, печінки, квасолі: Рибні січеники, Січеники з печінки, Січеники з квасолі